# Здание ирландской таможни
Здание таможни Ирландии (англ. The Custom House, ирл. Teach an Chustaim) — крупное общественное здание периода классицизма в городе Дублине, одна из главных архитектурных достопримечательностей ирландской столицы. Расположено на северном берегу реки Лиффи, на Кастом Хаус Куэй между мостом Батта и мемориальным мостом Тэлбота. В настоящее время его занимает Министерство окружающей среды, общин и местного самоуправления Ирландии.

## История
Идея строительства нового здания таможни принадлежит ирландскому политику Джону Бересфорду, отвечавшему за сбор налогов. Первоначально Бересфорд назначил архитектором проекта Томаса Кули, но тот вскоре умер, после чего проект был передан Джеймсу Гэндону. Идея строительства нового здания таможни встретила сопротивление со стороны городских властей, а также представителей торговых кругов Дублина, которые считали место строительства неудобным для подхода судов, а почву на этом месте — болотом. Однако Бересфорд был полон решимости завершить проект и игнорировал протесты.
Строительство здания было завершено 7 ноября 1791 года и обошлось в 200 тысяч фунтов стерлингов — огромную сумму для того времени. Фасады здания были украшены геральдическими изображениями и скульптурами, символизирующими реки Ирландии работы Эдварда Смита. Статуи на куполе здания и в некоторых других местах выполнены скульптором Генри Банки.
После того как дублинский порт был перенесён вниз по течению Лиффи, использование здания для сбора таможенных пошлин утратило актуальность, и оно стало использоваться в качестве штаб-квартиры местного самоуправления в Ирландии. В ходе войны за независимость, в 1921 году, Ирландская республиканская армия сожгла здание. Оригинальный интерьер здания был полностью уничтожен огнём, рухнул центральный купол, в результате чего погибло большое количество исторических документов.
После провозглашения независимости Ирландии, по решению правительства Ирландского Свободного государства здание было реконструировано. Результаты этой реконструкции видны до настоящего времени — купол был перестроен с использованием ардбракканского известняка, который заметно темнее портлендского камня, изначально использовавшегося в строительстве. Дальнейшие работы по реконструкции и уходу за зданием были проведены Управлением общественных работ в 1980-х годах.